# Châtin
Châtin település Franciaországban, Nièvre megyében. Lakosainak száma 83 fő (2022. január 1.). Châtin Montigny-en-Morvan, Saint-Hilaire-en-Morvan, Blismes, Chaumard, Corancy és Dommartin községekkel határos.

## Népesség
A település népességének változása:
| Lakosok száma | 100  | 94   | 91   | 88   | 86   | 84   | 82   | 83   | 83   |
|               | 2013 | 2015 | 2016 | 2017 | 2018 | 2019 | 2020 | 2021 | 2022 |